# Tyrannus vociferans
Tyrannus vociferans là một loài chim trong họ Tyrannidae.